# Platyrhachus verrucosus
Platyrhachus verrucosus är en mångfotingart som beskrevs av Pocock 1894. Platyrhachus verrucosus ingår i släktet Platyrhachus och familjen Platyrhacidae. Inga underarter finns listade i Catalogue of Life.